# Província de Hatay
Hatay és una província (il) de Turquia que limita amb Síria. La seva capital és Antioquia (també coneguda amb el nom de Hatay).
La República de Hatay va ser creada el 5 de setembre del 1938 amb el suport de França a partir del Sandjak d'Alexandreta, que comprenia igualment la ciutat d'Antioquia. De resultes de l'acord francoturc del 23 de juny del 1939, aquest territori, que comportava una majoria turca i una minoria siriana, va ser oficialment unit a Turquia el 23 de juliol del 1939.
En el transcurs de la seva efímera existència, la República de Hatay és considerada com l'escenari d'una de les aventures d'Indiana Jones, Indiana Jones i l'última croada (Indiana Jones and the Last Crusade, 1989), l'acció de la qual es desenvolupa precisament el 1938.

## Districtes
La província de Hatay està dividida en 12 districtes (els de més importància estan ressaltats en negreta):
- Altınözü
- Antioquia
- Belen
- Dörtyol
- Erzin
- Hassa
- İskenderun
- Kırıkhan
- Kumlu
- Reyhanlı
- Samandağ
- Yayladağı